# Parc national de l'Aspromonte
Le parc national de l’Aspromonte (en italien : Parco nazionale dell'Aspromonte) est un parc national italien situé, dans la province de Reggio de Calabre, en Calabre.

## Description
Il occupe la partie la plus méridionale de la chaîne des Apennins, avec des massifs culminant jusqu'à 2000 mètres. Le parc compte de nombreux cours d'eau, avec de magnifiques cascades comme celles de Marmarico et de Ferdinandea.
On y trouve également des sanctuaires datant de l'époque byzantine.

## Flore
Sur les parties les plus basses des versants du massif se trouve le maquis méditerranéen (Pistacia lentiscus, Myrtus communis, Arbutus unedo, Euphorbia dendroides, Erica arborea, etc.). Jusqu'à une altitude de 600 mètres domine le chêne vert, le charme et l'érable. Se trouvent aussi des forêts de châtaignier .
Au-delà de 1 000 mètres se trouvent le pin laricio endémique (Pinus nigra laricio), le sapin blanc et le hêtre.

## Faune
Le parc abrite le loup des Apennins, le chevreuil (réintroduit en 2011), le sanglier, le renard roux, le chat forestier, la fouine, la martre, le blaireau, le lièvre, la loutre, le loir gris, le lérotin commun et l'écureuil de Calabre.
Nombreuses espèces d'oiseaux, dont l'aigle royal, l'aigle de Bonelli, le faucon pèlerin, le circaète, le faucon crécerelle, la bondrée apivore, le hibou grand-duc, la perdrix bartavelle et le pic noir.

## Galerie

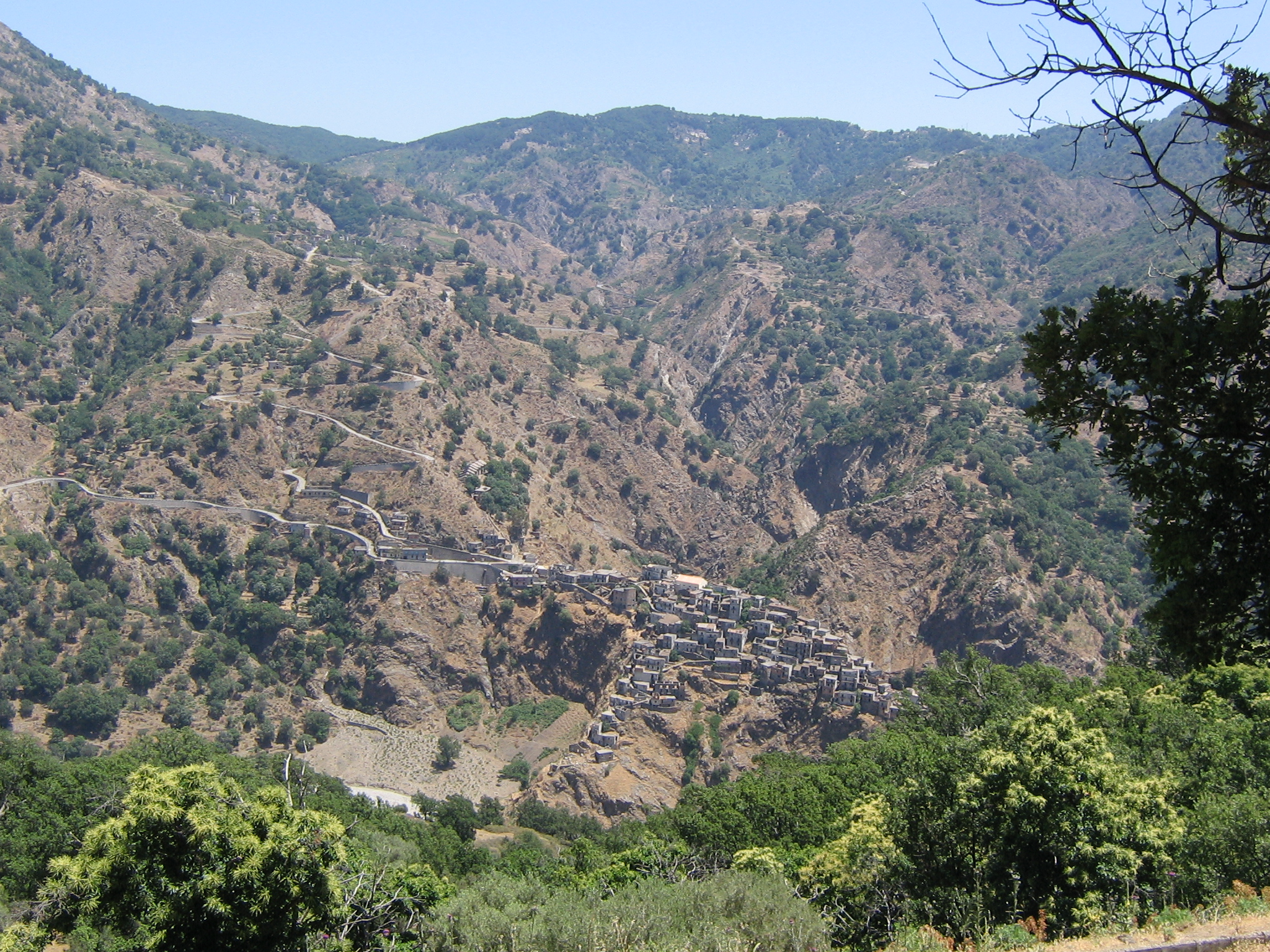
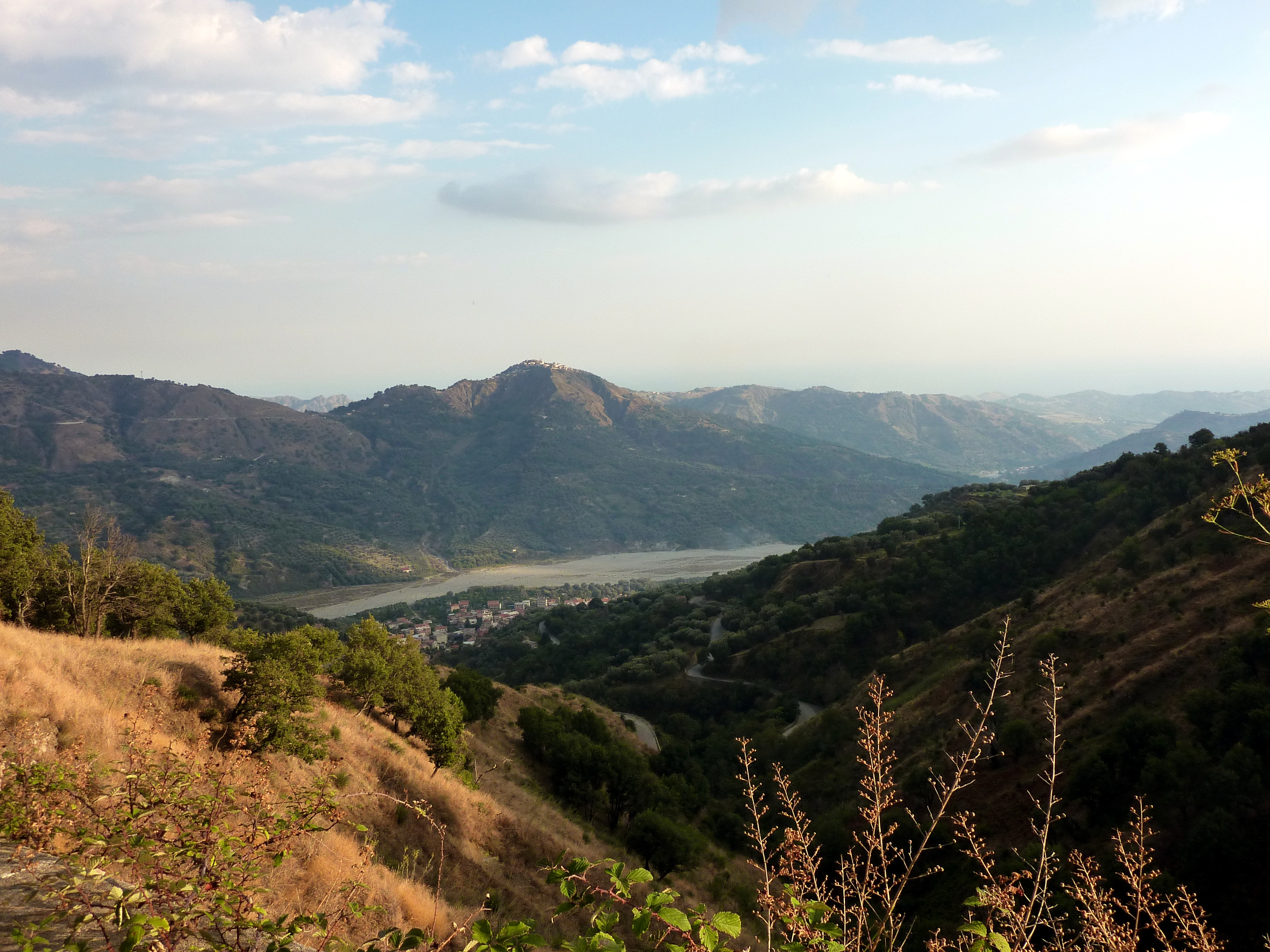
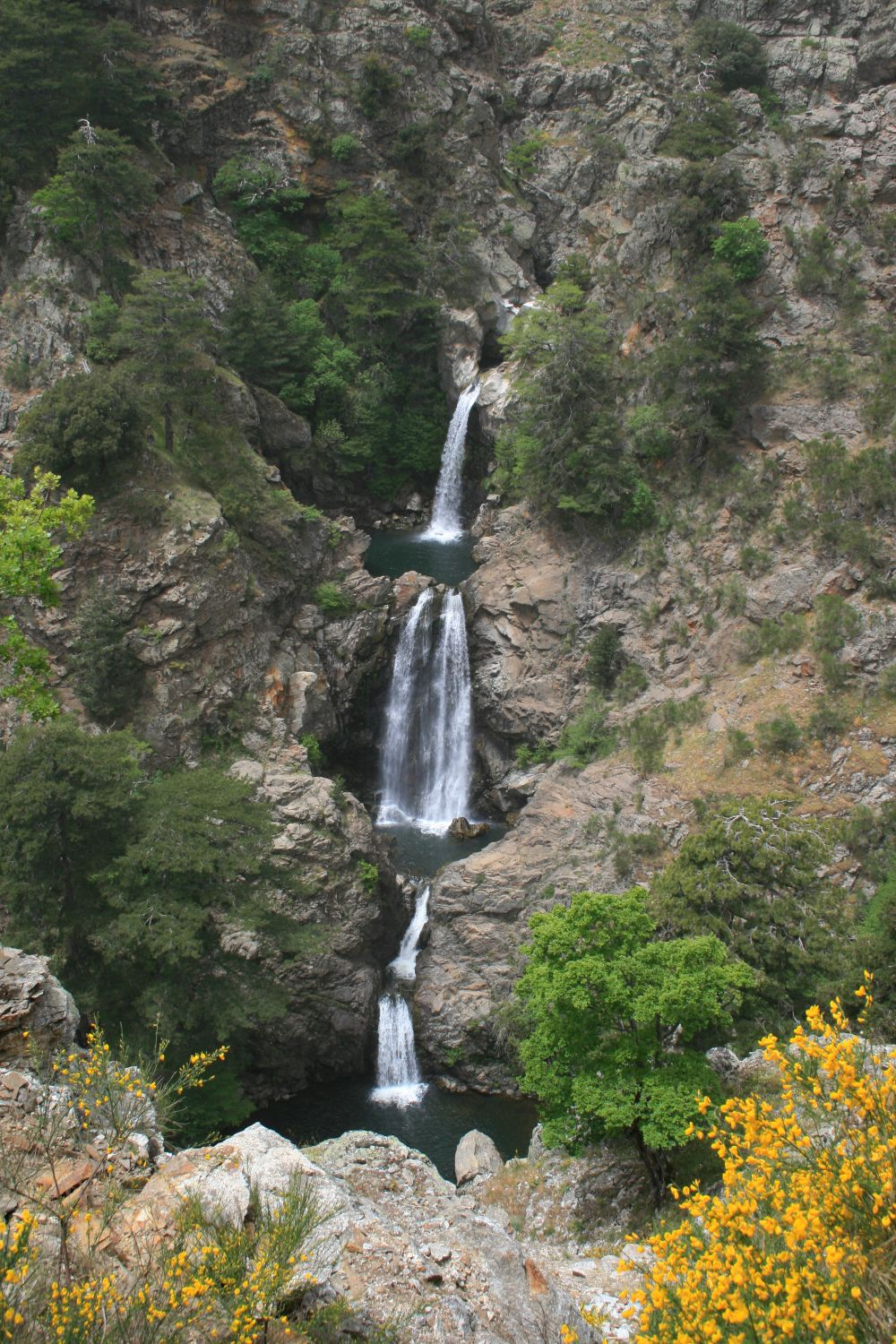
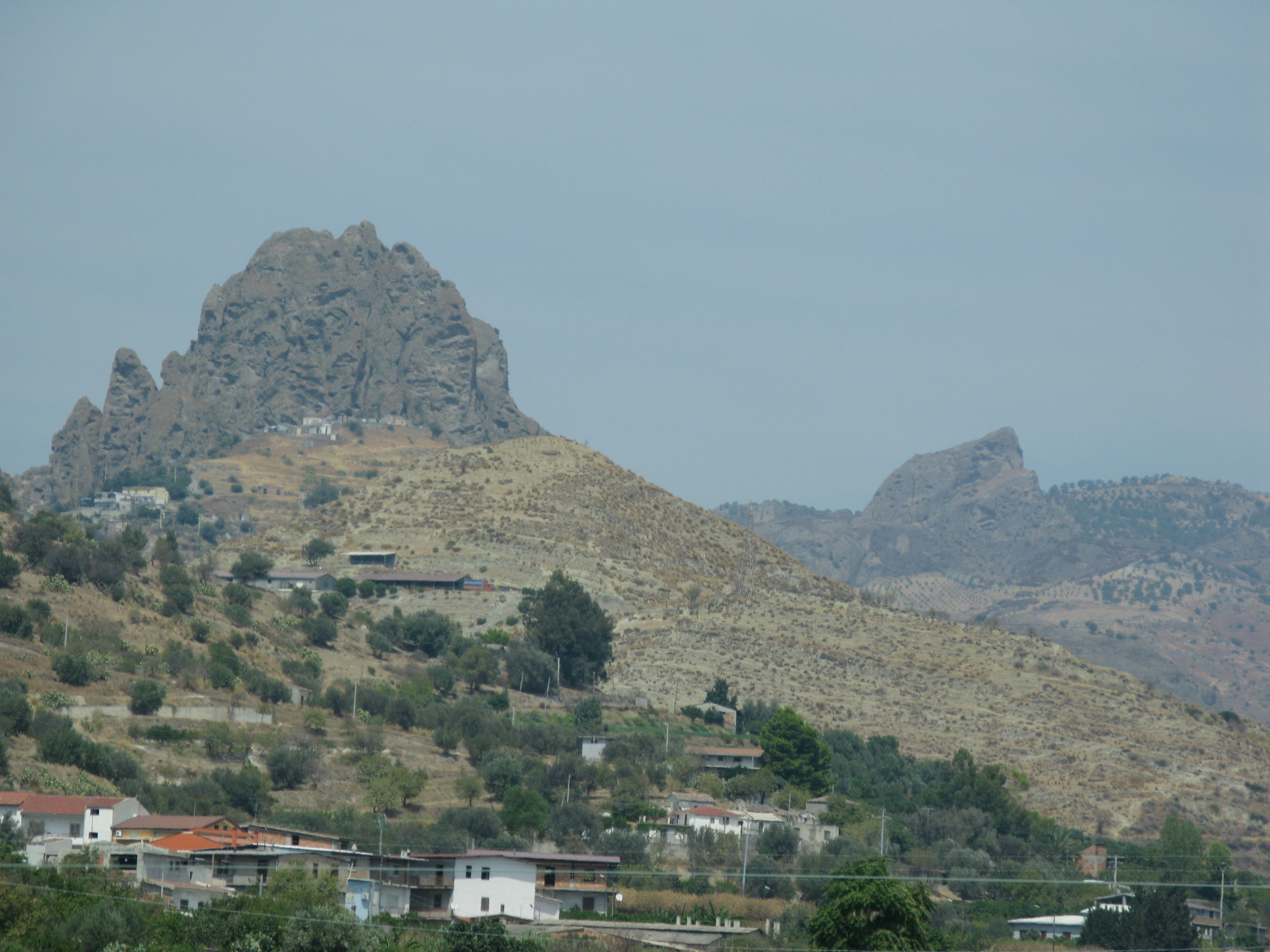